# Microbotryum anomalum
Microbotryum anomalum är en svampart som först beskrevs av J. Kunze ex G. Winter, och fick sitt nu gällande namn av Vánky 1998. Microbotryum anomalum ingår i släktet Microbotryum och familjen Microbotryaceae.   Inga underarter finns listade i Catalogue of Life.